# Sans Souci (Haiti)
Il palazzo di Sans-Souci fu la residenza reale di Henri Christophe, l'autoproclamato sovrano della parte settentrionale di Haiti agli inizi del XIX secolo.

## Storia
La costruzione del palazzo iniziò nel 1810 e terminò nel 1813; esso è ubicato nella città di Milot, nel Dipartimento del Nord. Nei pressi del palazzo si trova la Citadelle Laferrière, fatta costruire da Christophe nello stesso periodo al fine di respingere un eventuale assalto da parte delle truppe francesi (che all'epoca non avevano ancora riconosciuto l'indipendenza di Haiti dal loro impero coloniale).
Colpito da un ictus, il sovrano si suicidò nel palazzo l'8 ottobre 1820. Il suo corpo venne sepolto in uno dei cortili interni della Citadelle Laferrière. Dieci giorni dopo, il 18 ottobre, all'interno del palazzo venne colpito a morte per mezzo di una baionetta anche il suo probabile successore, il figlio Jacques-Victor Henry.
Nel 1842 un terremoto distrusse gran parte del palazzo e della vicina città di Cap-Haïtien; il palazzo non fu mai ricostruito. Le rovine del palazzo di Sans-Souci sono state inserite nel 1982 nell'elenco dei Patrimoni dell'umanità dell'UNESCO.